# 臺灣猛獁
臺灣猛獁（學名：Mammuthus armeniacus taiwanicus），是已滅絕的草原猛獁亞種，化石發現於台南市左鎮區。體型與草原猛獁相比較小，肩高可能只有三公尺。

## 外部連接
- 臺灣猛獁臼齒 （页面存档备份，存于） - 臺灣地質知識服務網
- 台灣古象牙 （页面存档备份，存于） - 臺南左鎮化石園區